# Shirley Ann Jackson
Shirley Ann Jackson (Washington, D. C., 5 de agosto de 1946) es una física estadounidense, y la decimoctava presidenta del Instituto Politécnico Rensselaer. Recibió su Ph.D. en física nuclear en el Instituto Tecnológico de Massachusetts en 1973, convirtiéndose en la primera mujer afroamericana en conseguir un doctorado en el MIT. Es también la segunda mujer afroamericana de los Estados Unidos en obtener un doctorado en física.

## Biografía
Nació el 5 de agosto de 1946 en Washington D. C. Su padre George Jackson participó en el desembarco de Normandía y, al finalizar la Segunda Guerra Mundial, abandonó el ejército para trabajar como cartero y más tarde como taxista. Su madre Beatrice Cosby fue profesora de Instituto en tiempos de la educación segregada y más tarde cuidadora de niños psíquicamente discapacitados en Laurel (Maryland). 

### Estudios
Sus padres, Beatrice y George Jackson, la educaron fuertemente y animaron en su escolarización. Comenzó su educación primaria en una escuela segregada hasta que, tras la aprobación de la integración, fue incorporada a la Barnard Elementary School, cuyo alumnado era blanco y pertenecía a la clase media, lo que obligó a que hiciera un gran esfuerzo para alcanzar el nivel formativo de sus nuevos compañeros. Su padre impulsó su interés en la ciencia, ayudándola con sus proyectos para sus clases de ciencia.
Tras una prueba de coeficiente intelectual en sexto grado fue incorporada al grupo de honor. En el Instituto de Roosevelt, Jackson asistió a avanzados programas en matemática y ciencia, y fue graduada en 1964 con las mejores calificaciones. La eligieron para pronunciar el discurso de fin de estudios en la Roosevelt High School. En ese mismo año fue admitida en el MIT (Instituto Tecnológico de Massachusetts), donde de los 900 alumnos de su clase, 43 eran mujeres y solo 2 afroamericanas. Fue la única que se matriculó en Física Teórica, graduándose en 1968 en Física y Ciencia de los Materiales. Como estudiante, ella trabajó de voluntaria en el Hospital de Ciudad de Boston y tutorizó alumnado en el Roxbury YMCA. Obtuvo su grado bachelor en 1968, escribiendo su tesis sobre Física del estasólido.
Jackson eligió quedarse en MIT para su trabajo doctoral, en parte para animar al alumnado afroamericano a presentarse a la institución. Con una beca concedida por Martin Marietta Corporation, donde trabajó un verano, investigó sobre Física de partículas para su Ph.D., el cual finalizó en 1973, siendo la primera mujer afroamericana en obtener un grado de doctorado de MIT. Su investigación estuvo dirigida por James Young. Jackson es también la segunda mujer afroamericana en los Estados Unidos en obtener un doctorado en física.

### Carrera profesional
Durante dos años trabajó en el Fermi National Accelerator Laboratory en Batavia (Illinois) y recibió una beca de la Fundación Ford para trabajar en el CERN (Conseil Européen pour la Recherche Nucléaire) de Ginebra en 1975. En 1976 fue contratada por los Laboratorios Bell en Murray Hill (New Jersey) para investigar en Física del Estado Sólido, en Física Cuántica y Física Óptica. Permaneció en los Bell Lab hasta 1991, publicando en solitario o conjuntamente unos 100 estudios que abrieron las puertas para futuras invenciones tales como el teléfono de teclado, las células solares, los cables de fibra óptica y la tecnología para la identificación del emisor, alcanzando gran prestigio en la investigación de las propiedades ópticas y electrónicas de los materiales bidimensionales.
En 1982 fue nombrada miembro del Comité de Recursos del Estado de Nueva Jersey, donde desarrolló un papel de asesoramiento hasta 1995.
Desde 1991 hasta 1995 fue profesora de Física en la Universidad Rutgers, en Piscataway (Nueva Jersey) manteniendo su vinculación con los Laboratorios Bell de AT&T como consultora.
En 1995 el presidente Clinton la designó presidenta de la Comisión Regulación Nuclear de los EE. UU. (NRC), siendo la primera mujer y el primer afroamericano en ocupar ese puesto. Representó a los EE. UU. en la Conferencia General de la Agencia de la Energía Atómica en Viena entre 1995 y 1998. 
En 1997 creó la Asociación Internacional de Reguladores Nucleares (INRA), de la que forman parte altos reguladores nucleares de Alemania, Canadá, España, EE. UU., Francia, Japón, Reino Unido y Suecia, y cuya presidencia ejerció durante dos años.
En 1999 renunció a la presidencia de la NRC y fue nombrada presidenta del Instituto Politécnico Rensselaer (RPI), la universidad tecnológica más antigua de los EE. UU. 
En 2000 fue elegida presidenta de la Asociación Estadounidense para el Fomento de la Ciencia, desde donde se propugna la urgente necesidad de atraer a las minorías y a las mujeres a los campos de la ciencia y de la ingeniería.
Desde 2009 hasta 2014 formó parte del Consejo de Asesores Presidenciales en Ciencias y Tecnología, que asiste a la Casa Blanca en la formulación de políticas en dichos campos. En 2013 el presidente Obama la nombró miembro del Comité Ejecutivo 2.0 encargado de la revitalización del sector industrial de los EE. UU., y en 2014, el presidente le encomendó la vicepresidencia del Comité Presidencial Asesor de Inteligencia.
Jackson es miembro de la Academia Estadounidense de Ingeniería, de la Sociedad de Filosofía de los EE. UU., fellow de la Academia Estadounidense de las Artes y las Ciencias, de la Sociedad Estadounidense de Física. Copreside el Consejo de Seguridad de la Energía de los EE. UU. y fue miembro del Consejo Estadounidense para el Grupo de Trabajo Internacional del Cambio Climático. Forma parte del Comité de Dirección del Instituto Smithsoniano y del Comité del Consejo de Relaciones Exteriores. Es miembro de los Consejos de Administración de NYSE Euronext, de IBM, de FedEx, de Medtronic y de Marathon Oil. 
En 2012 fue admitida como fellow internacional de la Real Academia Británica de Ingeniería. Posee 53 doctorados honoris causa.
En 2015, el presidente Obama otorgó a Shirley Ann Jackson la Medalla Nacional de la Ciencia, la más alta distinción por la contribución a la ciencia y la ingeniería.